# Газдарица
Газдарица (шп. La patrona) мексичко-америчкa је теленовела, продукцијске куће Телемундо, снимана 2013.
У Србији је приказивана 2016. на каналу Пинк соуп.

## Синопсис
Габријела Суарез једина је жена која ради у руднику злата у селу Сан Педро де Оро. Кћерка је Тигреа Суареза, цењеног рудара, али због чињенице да је самохрана мајка која ради „мушки посао“, непрестано је изложена подсмеху појединих колега. Ипак, захваљујући бунтовничком духу, успешно стаје на крај малтретирањима, која су потпуно безазлена у поређењу са оним што је преживела када је имала 16 година. Тада ју је силовао Фернандо Белтран, син најмоћније жене у округу Антоније Гере, међу мештанима познатије као Газдарица. Када је Габријела сазнала да јој је силоватељ направио дете, отишла је код тетке у друго село и тамо родила сина Давида, а по повратку у Сан Педро свима је рекла да ју је отац детета преварио и напустио.
Габријелин заштитник и власник рудника, Марсело Видал, умре под чудним околностима и већина његове имовине прелази у руке „уцвиљене“ удовице Антоније. Газдарица жели да њен старији син Алехандро преузме бриду о руднику. Када се он и Габријела сретну, међу њима ће се родити љубав, која ће изазвати гнев Антоније и прорачунате Ирене, која жели Газдаричиног сина само за себе. За то време, Габријелин отац Тигре у руднику проналази скривену пећину у којој се налази право богатство. Антонија и њени људи муче га до смрти, али не успевају да сазнају где је благо. Са друге стране, покушавају да убију Габријелу изазивајући експлозију у руднику, али она успева да се извуче. Међутим, Антонијин син мезимац Фернандо гине са још неколико рудара и Газдарица за то криви Габријелу, па је смести у лудницу. Истовремено, сазнаје да је Габријелин син заправо њен унук и одлучује да га, пружајући му живот о каквом је одувек сањао, окрене против мајке.
Габријела ће у лудници провести неколико година и за то време спријатељиће се са Констансом, Хустовом бившом супругом, коју је он ту затворио како би јој одузео богатство. Њихов савезник биће и Лучо, симпатични лопов који се у затвору претварао да је луд, да би доспео у лудницу и одатле побегао. Када у установи избије пожар, сви су убеђени да је Габријела страдала, али она са Констансом и Лучом успева да побегне, проналази очево благо и трансформише се у моћну и елегантну Веронику Дантес. Када се врати у село као богаташица, сазнаје да се Алехандро у међувремену венчао са Ирене, а да се Давид, захваљујући Антонијином богатству, претворио у размаженог и некултурног момка. Тада започиње своју велику освету и уништава једног по једног непријатеља. Ипак, неће имати мира док не уништи Антонију Геру и постане нова Газдарица.

## Ликови
- Габријела (Арасели Арамбула) – Одговорна, озбиљна и вредна жена, самохрана мајка која се труди да свом сину пружи што бољи живот. Не придаје значаја увредама колега рудара, који је дискриминишу јер ради „мушки посао“. Када упозна Алехандра, живот јој се мења из корена, а након што је због те везе стрпају у лудницу у којој ће провести неколико година, кује осветнички план, одлучна да уништи све своје непријатеље, посебно Антонију Геру.
- Алехандро (Хорхе Луис Пила) – Привлачан, поштен и успешан мушкарац, који у иностранству води породичне послове. Након очухове смрти враћа се у родно село, где преузима бригу о руднику, јер не жели да богатство пропадне због његовог брата, нерадника Фернанда. Бернадежно се заљубљује у Габријелу, али када чује да је страдала у пожару, жени се прорачунатом Ирене. Ипак, није срећан у браку без љубави.
- Антонија (Кристијан Бах) – Иако је већ у годинама, Антонија Гера и даље плени лепотом. Најмоћнија је жена у округу и сви је зову Газдарица. Амбициозна је и врло заводљива, па може да има мушкарца ког пожели. Са друге стране, према женама показује право лице: хладна је, охола, врло опасна и не преза ни од чега да би остварила своје циљеве. Највећи је Габријелин непријатељ и учиниће све да је уништи.
- Лучо (Гонзало Гарсија Виванко) – Лучо је симпатични лопов и преварант. Згодан је, заводљив, шармантан и врло интелигентан, али те квалитете користи само како би насамарио друге. Када заврши у затвору због својих недела, глуми да је поремећен и доспева у лудницу, одакле планира бег. Ту упознаје Габријелу и постаје један од њених највећих савезника, али се и заљубљује у њу, те се тако поставља између ње и Алехандра.
- Ирене (Ерика де ла Роса) – Ирене је на почетку приче Габријелина пријатељица, али јој је сушта супротност: сексепилна је, женствена, краљица забава, која обожава мушкарце. Упознала је Габријелу у интернату, а њих две осим пријатељства везује и љубав према Алехандру. Због тога ће Ирене временом постати Габријелина љута ривалка и уз Антонијину помоћ учиниће све да је склони са пута и остане са човеком којим је опседнута.
- Анибал (Хоакин Харидо) – Анибал је сенатор и увек је окружен телохранитељима. Захваљујући политичкој моћи, успева да покрије све Антонијине прљаве послове и један је од њених најјачих савезника, али не жели да уради ништа од чега сам неће имати користи. Корумпиран је, спреман да без оклевања украде и убије, али ове особине вешто скрива иза маске пријатног и харизматичног човека.
- Тигре (Хавијер Дијаз Дуењаз) – Габријелин отац, који је дошао у Мексико да неко време ради у руднику, остао је ту заувек након што се оженио вољеном девојком. Има лош карактер, али добро срце. Мирољубив је, а са друге стране спреман да убије сваког ко повреди његове вољене. У руднику проналази богатство које након његове смрти припада Габријели.

## Глумачка постава

### Главне улоге
| Глумац:          | Улога:                             |
| ---------------- | ---------------------------------- |
| Арасели Арамбула | Габријела Суарез / Вероника Дантес |
| Хорхе Луис Пила  | Алехандро Белтран                  |
| Кристијан Бах    | Антонија Гера                      |

### Споредне улоге
| Глумац:                 | Улога:                       |
| ----------------------- | ---------------------------- |
| Ерика де ла Роса        | Ирене Монтемар               |
| Александра де ла Мора   | Патрисија Монтемар           |
| Гонзало Гарсија Виванко | Лучо Вампа                   |
| Кристијан де ла Кампа   | Алберто Еспино               |
| Алдо Гаљардо            | Рикардо Виљегас              |
| Дијего Солдано          | Родриго Балмаседа            |
| Кенија Гаскон           | Пруденсија Годинез           |
| Карлос Торес Ториха     | Хулио Монтемар               |
| Ђералдин Синат          | Франциска Могољон            |
| Мару Браво              | Понсија Хименез              |
| Сурија Макгрегор        | Констанса Голдстејн          |
| Алиса Велез             | Хулија Монтемар              |
| Марио Лорија            | Гастон Гојичеа               |
| Иринео Алварез          | Рамон Искјердо               |
| Франциско Пакеј Васкез  | Макарио Гајтан               |
| Томас Хорос             | Рамиро „Гуштер“ Чакон        |
| Манола Дијез            | Лусесита                     |
| Барбара Синхер          | Валентина Видал              |
| Мартин Барба            | Давид Суарез                 |
| Енио Рикарди            | Максимилијано Суарез         |
| Андреа Бентлеј          | Валентина Видал (млађа)      |
| Патрисио Себастијан     | Давид Суарез (млађи)         |
| Емилио Кабаљеро         | Максимилијано Суарез (млађи) |
| Мануел Балби            | Фернандо Белтран             |
| Хавијер Дијаз Дуењас    | Томас „Тигре“ Суарез         |
| Хоакин Харидо           | Анибал Виљегас               |
| Фабијан Пења            | Маркос Белтран               |
| Марко Зетина            | Марсело Видал                |
| Хоакин Косио            | Естебан Рихорес              |
| Анхел Чехин             | Мануел Запата                |